# Абинерга II
Абинерга II — царь Харакены, вассального государства парфян, правивший около 170 года. Его предшественником был Орабаз II, а преемником — Аттамбел VIII.
До сих пор Абинерга II известен только по монетам, отчеканенным в эпоху его правления, на которых варьируется написание его имени. Впервые исключительно арамейские легенды присутствуют на монетах харакенского царя. Более того, Абинерга II — первый правитель, монеты которого больше не датируются. Это указывает на значительный спад эллинистической традиции. Поэтому период его правления может быть оценён только приблизительно.